# Richard Gavin Reid
Pour les articles homonymes, voir Gavin et Reid.
Richard Gavin Reid (né le 17 janvier 1879 et mort le 17 octobre 1980) est un homme politique canadien. Il fut premier ministre de l'Alberta de 1934 à 1935. Il était le dernier premier ministre des United Farmers of Alberta avant que ce parti ne soit balayé de la carte par le Parti Crédit social de l'Alberta.